# Борем Вуд
«Борем Вуд» (англ. Boreham Wood Football Club) — английский футбольный клуб из Боремвуда, графство Хартфордшир. Образован в 1948 году. Домашние матчи проводит на стадионе «Медоу Парк». В настоящий момент выступает в Национальной лиге, пятом по значимости дивизионе в системе футбольных лиг Англии.

## История
Клуб был образован в 1948 году путём объединения двух клубов: «Борем Вуд Роверс» (англ. Boreham Wood Rovers) и «Роял Риторнез» (англ. Royal Retournez), начав выступление в лиге Мид-Хертс. В 1951 году клуб присоединился к лиге Партенона (англ. Parthenon League); дважды занял второе место (в сезонах 1953/54 и 1954/55), прежде чем выиграть титул в сезоне 1955/56. В очередной раз закончив сезон на втором месте, клуб вошёл в Спартанскую лигу (англ. Spartan League), в которой дважды выиграл серебряные медали (в сезонах 1963/64 и 1965/66). После этого деревянные присоединились к Дивизиону 2 любительской Афинской лиги (англ. Athenian League).
За два года клуб выиграл Дивизион 2 и занял второе место в Дивизионе 1, выйдя в Премьер-дивизион. «Борем» отыграл в нём три сезона, пока дивизион не был расформирован в 1973 году, после чего перешёл в Дивизион 1, который выиграл в сезоне 1973/74. Это позволило клубу впервые в истории принять участие в Кубке Англии, в первом раунде которого клуб проиграл «Саутенд Юнайтед» со счётом 0:3. В конце сезона клуб присоединился к Дивизиону 2 Истмийской лиги. В сезоне 1976/77 они заняли первое место, вследствие чего перешли в Дивизион 1, переименованный в Премьер-лигу. В следующем сезоне «Борем» снова вышел в первый раунд Кубка Англии, в котором проиграл в переигровке «Суиндон Таун» (0:2).
В сезоне 1981/82 клуб покинул Премьер-дивизион, закончив выступление в нижней части таблицы, и перешёл в Дивизион 1. Вернуться клуб смог лишь после сезона 1994/95, в котором выиграл Дивизион 1. В сезоне 1996/97 «Борем» впервые в истории прошёл первый раунд Кубка Англии, победив в переигровке «Рашден энд Даймондс» (3:2). Однако во втором раунде деревянные проиграли «Лутон Таун». В том же сезоне клуб выиграл Кубок Истмийской лиги. В последующих двух сезонах клуб также достигал первого раунда Кубка Англии.
Пережив очередной вылет в Дивизион 1 после сезона 1999/00, команда с первой попытки вернулась в высший дивизион. Однако уже в сезоне 2002/03 клуб снова вылетел из высшего дивизиона. После сезона 2003/04, вследствие реорганизации футбольной пирамиды Англии «Борем Вуд» стал участником Южной футбольной лиги. В прошедших двух сезонах команда также доходила до первых раундов Кубка Англии.
В сезоне 2005/06 «Борем» выиграл Восточный дивизион Южной лиги, получив путевку в Премьер-дивизион Истмийской лиги, а также достиг полуфинала Трофея Футбольной ассоциации, в котором проиграл «Уокингу» (3:0). Заняв в сезоне 2009/10 четвёртое место, клуб вышел в плей-офф за повышение, в котором победил «Эвели» (1:0) и «Кингстониан» (2:0) и заработал повышение в Южную конференцию. В сезонах 2012/13 и 2013/14 клуб в очередной раз достиг первого раунда Кубка Англии. Следующий сезон «Борем» завершил на втором месте. В плей-офф за повышение в Национальную лигу обыграл «Хавант энд Уотерлувилл» (4:2) и «Уайтхок» (2:1).
В первом раунде Кубка Англии 2017/18 впервые в истории обыграл клуб Футбольной лиги, победив «Блэкпул» (2:1). В следующем раунде клуб проиграл «Ковентри Сити» (3:0). Тот сезон закончил на четвёртом месте и прошёл квалификацию в плей-офф на повышение. Обыграв «Файлд» (2:1) и «Саттон Юнайтед» (3:2), «Борем» проиграл «Транмир Роверс» в финале на «Уэмбли». В сезоне 2019/20 клуб занял пятое место и снова принял вышел в плей-офф. Победив «Галифакс Таун» (2:1) в четвертьфинале, в полуфинале проиграл «Харрогит Таун».
В сезоне 2020/21 клуб впервые в истории достиг третьего раунда Кубка Англии, обыграв «Саутенд Юнайтед» (3:3, 4:3 по пенальти) и «Канви Айленд» (3:0) и проиграв «Миллуоллу» (2:0). Однако уже в следующем сезоне клуб превзошёл своё достижение, пройдя в пятый раунд Кубка Англии. В третьем раунде был обыгран клуб Лиги 1 «Уимблдон», в четвёртом — клуб Чемпионшипа «Борнмут», а в пятом раунде «Борем» проиграл представителю Премьер-лиги «Эвертону» (2:0). В следующем сезоне клуб занял шестое место и вышел в плей-офф, в котором обыграл «Барнет» (2:1), но проиграл «Ноттс Каунти» (3:2).

## Стадион
Первоначально клуб выступал на «Элдон Авеню», пока не переехал на «Медоу Парк» в 1963 году.

## Рекорды
- Лучшее выступление в чемпионате: 4-е место в Национальной лиге, 2017/18
- Лучшее выступление в Кубке Англии: Пятый раунд, 2021/22
- Лучшее выступление в Любительском кубке Англии: Третий раунд, 1970/71
- Лучшее выступление в Трофее Футбольной ассоциации: Полуфинал, 2005/06
- Наибольшая посещаемость на домашнем матче: 4101, против «Сент-Олбанс Сити», второй раунд Кубка Англии, 6 декабря 2021[12]
- Наибольшее количество матчей: Дэвид Хэтчетт (714)[1]
- Наибольшее количество голов: Майки Джексон[1]
- Наибольшая выручка за трансфер: £18000 за Моргана Феррьера от «Дагенем энд Редбридж»[13]